# Братство-Единство
„Братство-Единство“ (на македонска литературна норма: „Братство-Единство“) е вестник излизал в град Тетово, Федеративна Югославия, от 1950 до 1951 година.
Вестникът започва да излиза в 1950 като орган на Народния фронт от Гостивар, но излиза в Тетово. Носи като заглавие девиза на Югославия. Спира в 1951 година.